# Carcıoğlu, Arpaçay
Carcıoğlu là một xã thuộc huyện Arpaçay, tỉnh Kars, Thổ Nhĩ Kỳ. Dân số thời điểm năm 2010 là 217 người.